# Cayo Los Ensenachos
Pour les articles homonymes, voir Cayo.
Cayo Los Ensenachos est une île située au nord de Cuba dans l'Archipel Sabana-Camagüey entre Cayo Las Brujas et Cayo Santa Maria. Ces îles sont reliées par une digue de 48 kilomètres dans la mer qui a nécessité dix années de construction.